# Genevieve Morrison
Genevieve Morrison Haley (ur. 24 września 1988) – kanadyjska zapaśniczka. Brązowa medalistka mistrzostw świata w 2015. Złoty medal na igrzyskach panamerykańskich w 2015 i mistrzostwach panamerykańskich w 2015 a brązowy w 2007. Najlepsza na akademickich mistrzostwach świata w 2010 i 2012. Zawodniczka University of Calgary.